# Classe A (cacciatorpediniere 1913)
La classe A fu un gruppo eterogeneo, creato nel 1913, di cacciatorpediniere costruiti per la Royal Navy alla metà degli anni 90 del XIX secolo. 42 unità furono costruite con progetti individuali dei singoli costruttori per sottostare a specifiche dell'Ammiragliato, accomunate solo dalla velocità teorica di progetto di 27 nodi. In realtà le prime sei unità furono leggermente più lente e sono spesso chiamate "26-knotters" per distinguerle dalle seguenti 36 unità. Nel 1913 tutte le rimanenti 15 navi di questo tipo furono nominate classe A per dare un senso alla nomenclatura delle classi di cacciatorpediniere. Tutte le "26-knotters" e la maggior parte delle "27-knotters" erano già state radiate o perse prima del 1913, ma per semplicità sono trattate tutte e 42 le unità. Il numero di fumaioli variava tra uno e quattro nei differenti modelli. Tutte le unità ebbero un distintivo castello di prua a dorso di tartaruga che era pensato per liberare la parte prodiera dall'acqua, ma in realtà tendeva a far entrera la prua in qualsiasi onda, portando acqua verso la plancia.
In generale ebbero un dislocamento di circa 260 t e una lunghezza attorno ai 61 m. Tutti i modelli furono propulsi da motori a vapore a triplice espansione e ebbero caldaie a tubi d'acqua a carbone (anche se inizialmente alcune unità ebbero caldaie a tubi di fumo). L'armamento consisteva generalmente in un cannone a fuoco rapido da 12 lb su un palco sul castello di prua, fino a cinque cannoni a fuoco rapido da 6 lb (Hotchkiss 57 mm) e due tubi lanciasiluri singoli da 457 mm. Le navi classe Daring e Havock inizialmente ebbero un terzo tubo nella prua, fisso e con tiro diritto, ma questo si rivelò sovraccaricare le prue ed era possibile che le unità passassero sopra il loro stesso siluro se usato ad alta velocità. Per queste motivazioni i tubi prodieri furono in seguito rimossi e mai più inseriti in progetti seguenti.

## Unità

### Il gruppo da 26 nodi o "26-knotters"
Sei unità furono costruite nel programma navale del 1892-93:
- Classe Daring, costruita dalla John I. Thornycroft & Company a Chiswick.
  - Daring, varata il 25 novembre 1893, venduta per essere demolita il 10 aprile 1912.
  - Decoy, varata il 7 febbraio 1894, affondata per una collisione con la Arun il 13 agosto 1904.
- Classe Havock, costruita dalla Yarrow Shipbuilders a Poplar.
  - Havock, varata il 12 agosto 1893, venduta per essere demolita il 14 maggio 1912.
  - Hornet, varata il 3 dicembre 1893, venduta per essere demolita il 12 ottobre 1909.
- Classe Ferret, costruita dalla Laird Brothers a Birkenhead.
  - Ferret, varata il 9 dicembre 1893, smantellata nel 1910 e affondata come bersaglio nel 1911.
  - Lynx, varata il 24 gennaio 1894, venduta per essere demolita il 10 aprile 1912.

### Il gruppo da 27 nodi o "27-knotters"
Inizialmente furono ordinate sei unità nel programma navale 1893-94 (le unità Thornycroft e Yarrow), ma una serie di ordini successivi portarono il numero totale a trentasei unità:
- Classe Ardent, costruita dalla John I. Thornycroft & Company a Chiswick.
  - Ardent, varata il 16 ottobre 1894, venduta per essere demolita il 10 ottobre 1911.
  - Boxer, varata il 28 novembre 1894, persa nella collisione con la SS St Patrick nella Manica l'8 febbraio 1918.
  - Bruizer, varata il 27 febbraio 1895, venduta per essere demolita il 26 maggio 1914.
- Classe Charger, costruita dalla Yarrow Shipbuilders a Poplar.
  - Charger, varata il 15 settembre 1894, venduta per essere demolita il 14 maggio 1912.
  - Dasher, varata il 28 novembre 1894, venduta per essere demolita il 14 maggio 1912.
  - Hasty, varata il 16 giugno 1894, venduta per essere demolita il 9 luglio 1912.
- Classe Banshee, costruita dalla Laird Brothers a Birkenhead.
  - Banshee, varata il 17 novembre 1894, venduta per essere demolita il 10 aprile 1912.
  - Contest, varata il 1 dicembre 1894, venduta per essere demolita l'11 luglio 1911.
  - Dragon, varata il 15 dicembre 1894, venduta per essere demolita il 9 luglio 1912.
- Classe Conflict, costruita dalla J. Samuel White a Cowes.
  - Conflict, varata il 13 dicembre 1894, venduta per essere demolita il 20 maggio 1920.
  - Teazer, varata il 9 febbraio 1895, venduta per essere demolita il 9 luglio 1912.
  - Wizard, varata il 27 febbraio 1895, venduta per essere demolita il 20 maggio 1920.
- Classe Fervent, costruita dalla Hanna, Donald & Wilson a Paisley.
  - Fervent, varata il 20 marzo 1895, venduta per essere demolita il 20 maggio 1920.
  - Zephyr, varata il 10 maggio 1895, venduta per essere demolita il 20 maggio 1920.
- Classe Handy, costruita dalla Fairfields a Govan.
  - Handy, varata il 9 marzo 1895, venduta per essere demolita nel 1916 a Hong Kong.
  - Hart, varata il 27 marzo 1895, venduta per essere demolita nel 1912 a Hong Kong.
  - Hunter, varata il 28 dicembre 1895, venduta per essere demolita il 10 aprile 1912.
- Classe Hardy, costruita dalla William Doxford & Sons a Sunderland.
  - Hardy, varata il 16 dicembre 1895, venduta per essere demolita l'11 luglio 1911.
  - Haughty, varata il 18 settembre 1895, venduta per essere demolita il 10 aprile 1912.
- Classe Janus, costruita dalla Palmers a Jarrow.
  - Janus, varata il 12 marzo 1895, venduta per essere demolita nel 1914 a Hong Kong.
  - Lightning, varata il 10 aprile 1895, affondata, probabilmente su una mina, il 30 giugno 1915.
  - Porcupine, varata il 19 settembre 1895, venduta per essere demolita il 29 aprile 1920.
- Classe Sunfish, costruita dalla Hawthorn a Newcastle upon Tyne.
  - Sunfish, varata il 9 agosto 1895, venduta per essere demolita il 7 giugno 1920.
  - Opposum, varata il 4 ottobre 1895, venduta per essere demolita il 29 luglio 1920.
  - Ranger, varata il 28 maggio 1895, venduta per essere demolita il 20 luglio 1920.
- Classe Rocket, costruita dalla J & G Thomson (diventata poi la John Brown & Company) a Clydebank.
  - Rocket, varata il 14 agosto 1895, venduta per essere demolita il 10 aprile 1912.
  - Shark, varata il 22 settembre 1894, venduta per essere demolita l'11 luglio 1911.
  - Surly, varata il 10 novembre 1894, venduta per essere demolita il 23 marzo 1920.
- Classe Salmon, costruita dalla Earle's a Kingston upon Hull.
  - Salmon, varata il 15 gennaio 1895, venduta per essere demolita il 14 maggio 1912.
  - Snapper, varata il 30 gennaio 1895, venduta per essere demolita il 14 maggio 1912.
- Classe Sturgeon, costruita dalla Naval Construction and Armament Company (diventata poi la Vickers) a Barrow in Furness.
  - Sturgeon, varata il 21 luglio 1894, venduta per essere demolita il 14 maggio 1912.
  - Starfish, varata il 26 gennaio 1895, venduta per essere demolita il 15 maggio 1912.
  - Skate, varata il 13 marzo 1895, venduta per essere demolita il 9 aprile 1907.
- Classe Swordfish, costruita dalla Armstrong Mitchell and Company (poi diventata Armstrong Whitworth, con i cantieri della EOC).
  - Swordfish, varata il 7 giugno 1895, venduta per essere demolita l'11 ottobre 1910.
  - Spitfire, varata il 27 febbraio 1895, venduta per essere demolita il 10 aprile 1912.
- Zebra, costruita dalla Thames Iron Works a Bow Creek, varata il 13 dicembre 1895, venduta per essere demolita il 30 luglio 1914.